# مسجد سكبانباشي (إسطنبول)
مسجد سكبانباشي (بالتركية: Sekbanbaşı Camii، بالأذربيجانية: Sekbanbaşı Məscidi) هو مسجد يقع في العاصمة العثمانية إسطنبول. كان في الأصل كنيسة بيزنطية. وفقًا لكتابات حافظ حسين الأيفان سراي، تم تحويل الكنيسة البيزنطية الأصلية على يد إبراهيم آغا (المتوفي عام 1496 أو 1497)، ملازم أفواج سكبان العثمانية. يقع المبنى في مديرية الفاتح، بالقرب من قناة فالنس القديمة.
في 1838، تعرض المسجد لأضرار بالغة بسبب حريق، لكنه خضع لبعض الترميمات. في 1918، خلال السنوات القليلة الأخيرة من الدولة العثمانية، تعرض المسجد والمناطق المحيطة به لحريق مرة أخرى. في 1943، تم هدم أساس المسجد المتضرر بشدة بالكامل. اليوم لم يبق من المسجد شيء.